# Iglesia de Nuestra Señora ante Týn

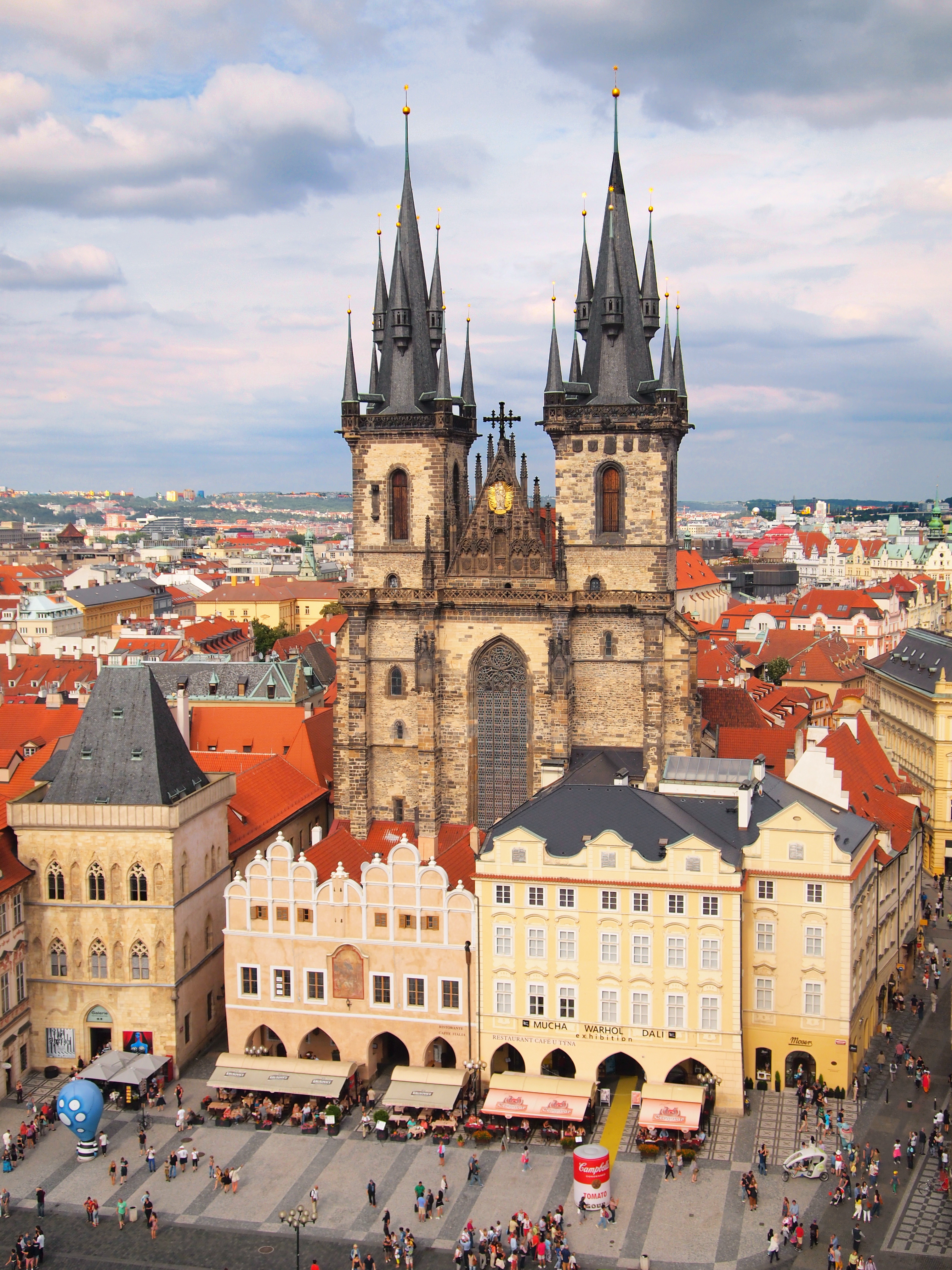
Iglesia

La iglesia de Nuestra Señora de Týn (en checo Kostel Matky Boží před Týnem, también Týnský chrám (Iglesia de Týn) o solo Týn), a menudo traducido como iglesia de Nuestra Señora ante Týn, es una iglesia gótica y un rasgo dominante de la Ciudad antigua de Praga, República Checa. Ha sido la iglesia principal de esta parte de la ciudad desde el siglo XIV. Las torres de la iglesia tienen ochenta metros de alto y están rematadas por cuatro pequeñas espiras.
Pertenece al patrimonio cultural de Unesco y se encuentra en La Plaza de la Ciudad Vieja de Praga. La construcción de esta iglesia empezó a mitad del siglo XIV y duró hasta el siglo XVI. Esta construcción gótica se considera como una de las iglesias más importantes de Praga por contener el órgano más antiguo de la ciudad. Hoy en día la fachada principal de la iglesia está rodeada de las casas, una de ellas es la escuela de Týn.

## Historia

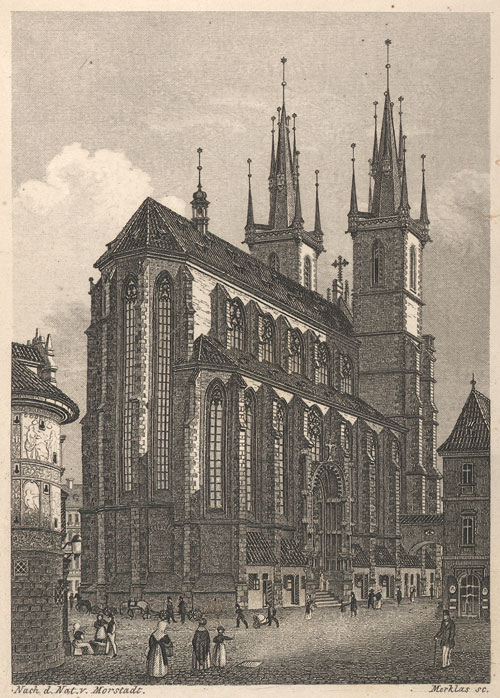
Iglesia en el pasado

En el siglo XI, esta zona fue ocupada por una iglesia románica, que se construyó para los comerciantes extranjeros que venían a una plaza cercana conocida como "Ungelt" y que hacía las veces de puesto aduanero. Durante el siglo XII la Ciudad Vieja crecía y la iglesia comenzó a ser popular, por lo que con la llegada del siglo XIV se amplió en estilo gótico. Tanto la nave principal como las dos laterales tenían techos abovedados y ábsides poligonales, y se sabe que había una cripta y que la torre oeste lució una campana desde 1310. Sin embargo, aquel edificio fue sustituido por la iglesia actual. La única parte que se conservaba, la capilla de Santa Ludmila, fue derribada hace un siglo.
Los trabajos que convirtieron la antigua iglesia en la magnífica basílica que conocemos hoy en día comenzaron alrededor del año 1360, en tiempos de Carlos IV, bajo la dirección del arquitecto francés Mathieu d’Arras (Matías de Arrás) y con la participación de Peter Parler, arquitecto del Puente de Carlos. Ambos son los artífices de la Catedral de San Vito.
La influencia de Matías de Arrás y de Peter Parler se puede ver en las ventanas góticas con rosetas y en la fachada norte. Antes del desencadenamiento de los levantamientos de los husitas, la iglesia ya tenía la bóveda, el frontón, el armazón de la torre principal y las dos torres de 80 metros de la altura. En esta época la iglesia estaba bajo el mando de los husitas, como Juan de Rokycan, futuro arzobispo de Praga, que se convirtió en el vicario de la iglesia en 1427 y que también está enterrado allí. El techo de la iglesia se terminó 20 años después del dominio de los husitas, quienes utilizaron la madera para construir la horca en vez de terminar el techo de la iglesia. Toda la construcción había terminada durante el reinado de Jorge de Podiebrad. Como también el frontón de la torre del norte y de la nave principal. La torre del sur construyeron en el año 1511. La escultura de Jorge de Podiebrad fue colocada en el hastial, debajo de un enorme cáliz de oro, el símbolo de los husitas.
Después del año 1621 la iglesia pertenecía de nuevo a los católicos y los símbolos del utraquismo se eliminaron. Y en 1626, después de la Batalla de la Montaña Blanca, las esculturas de Jorge de Podiebrady y el cáliz se retiraron y se sustituyeron por una escultura de la Virgen María, con un halo gigante. En el año 1679 hubo un incendio causado por un rayo, por lo que la bóveda de la nave principal y la del presbiterio tuvieron que ser reconstruidas con una bóveda barroca. En el año 1662 se trajeron las esculturas de Calvaria, y se pusieron en el altar del norte de la nave lateral. A mediados del siglo XIX se hicieron algunos cambios y se eliminó el encalado, quedando la iglesia tal como la conocemos actualmente, con la piedra a la vista.
La iglesia también es conocida por ser la primera con los textos litúrgicos traducidos.

## Descripción

### Arquitectura

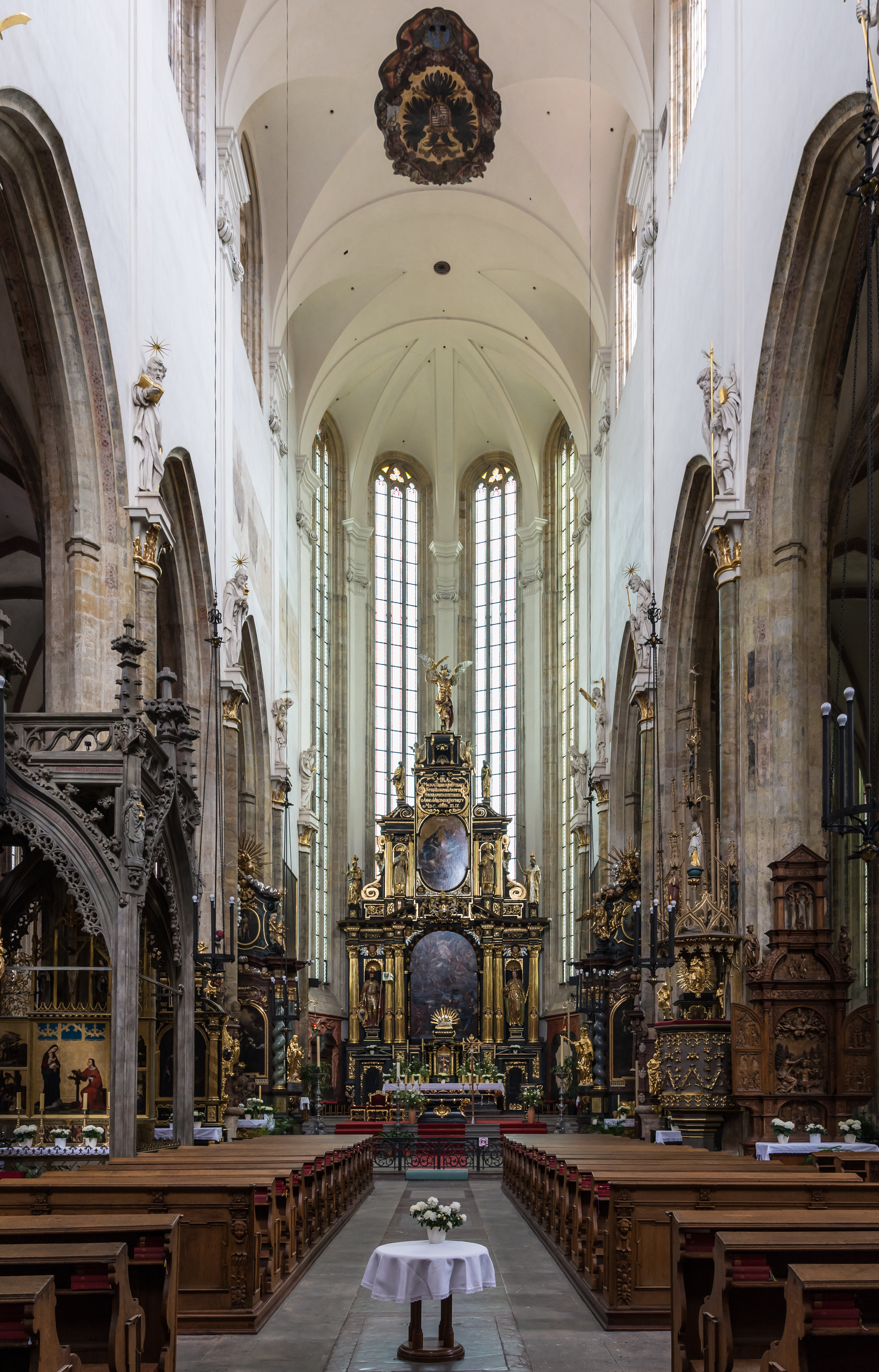
Interior de iglesia

La iglesia está construida con bloques de piedra y las estatuas de marga local. Se trata de un monumento gótico con tres naves, que terminan con un ábside poligonal y un par de torres prismáticas en la fachada oeste, y con el tricoro en el este. Además hay un porche abierto y un baldaquino decorado, cuya función es proteger las estatuas.

#### Interior
En el este la iglesia termina con un presbiterio corto de forma rectangular acabado con 4 lados del octángulo. Las ménsulas del presbiterio contienen los bustos del rey Wenceslao IV y de la reina. Las naves laterales terminan en las capillas poligonales de 5 lados del octángulo. Las naves laterales poseen 5 campos de la bóveda de arista de plano cuadrado con el perfil periforme a la que cada una se une a la bóveda de crucería. La nave principal y el presbiterio tienen 6 campos de la bóveda barroca de cañón.
La bóveda de la nave principal y del presbiterio después del incendio había cambiada por una nueva bóveda barroca de cañón que está sobre un metro más abajo que la bóveda auténtica gótica de antes. También hicieron los cambios barrocos en el interior y cambiaron los lados de la nave principal, los lados del presbiterio y las columnas también.
En la nave lateral del norte se encuentra un busto femenino. Este busto femenino con el alquinal se encuentra en el tercer fajón en el lado del norte de la nave, que estuvo en la parte de abajo recortada en la altura sobre 3 metros. Su significado aún no es conocido.
En la nave lateral del sur encima de la sacristía se encuentra un arca de la iglesia. Esta es la habitación, en la que guardaban los elementos preciosos, que utilizaban para la marcha litúrgica. También allí están tres consolas figurales situadas en la altura baja encima del suelo en las puntas de bóveda. El último aristón termina cortado encima del portal a la habitación. Estas tres consolas de esculturas muestran la caza de un hombre cazando león, la consola con los ángeles y la consola con el basilisco.
La iglesia está iluminada por las ventanas góticas decoradas con las tracerías en piedra.
En el interior de la iglesia hay un baldaquino que protege la tumba de Augustino Luciani de Mirandola. Encima del baldaquino están capas figurales y zoomórficas y de sus bocas salen los motivos florales en la forma de las hojas de viña. El baldaquino está construido sobre 4 columnas terminadas con pináculos. Entre las columnas hay arcos terminados con flores grandes. Se ven otros detalles como la fila de tracerías colgadas. La mayoría de los detalles son las flores, las frutas y las uvas de viña, que es el símbolo de la sangre de Cristo. El interior del baldaquino posee la bóveda de crucería. Esta tumba se considera coma una de la más complicadas tumbas en República Checa.
El mobiliario de la iglesia hoy en día es barroco.

#### Portales
La iglesia posee 4 portales góticos. Los portales están situados en la eje del este y los dos restantes en la parte del norte y del sur.
El portal del norte posee el tímpano decorado con un relieve que muestra 3 escenas de pasión de Cristo- la última cena , su crucifixión y la muerte. El armazón de este tímpano tiene seis sitios libres preparados para colocar esculturas más pequeñas en la parte de arriba y otro cuatro para otras esculturas más grandes en los lados. En los lados del porche también está sitio preparado para otras doce esculturas. En el portal también se encuentran tres consolas: los aves bíblicos, la consola con Moisés y con doce profetas. En el arquivolta del tímpano está sitio preparado para las escenas. Para el efecto visual de las escenas, el tímpano estaba policrómico coloreado. Este monumento se considera como uno de los más importantes monumentos góticos de la época antes de los husitas. La intención de estas escenas era presentar las respuestas más básicas del catolicismo sobre la vida de un hombre medieval, que era la preocupación por el alma y la salvación. Se supone que antes de haber terminado las construcciones, habían liturgias enfrente del portal del norte. El portal del norte está compuesto por un porche abierto, cuyos lados laterales están separados por triláteros y cuadriláteros nichos con consolas y con baldaquino. El porche posee la bóveda de cañón dividida por un agrupamiento de seis aletas. De toda la iconografía se conservó solo una pequeña parte. El portal se construyó durante el reinado de Wenceslao IV.

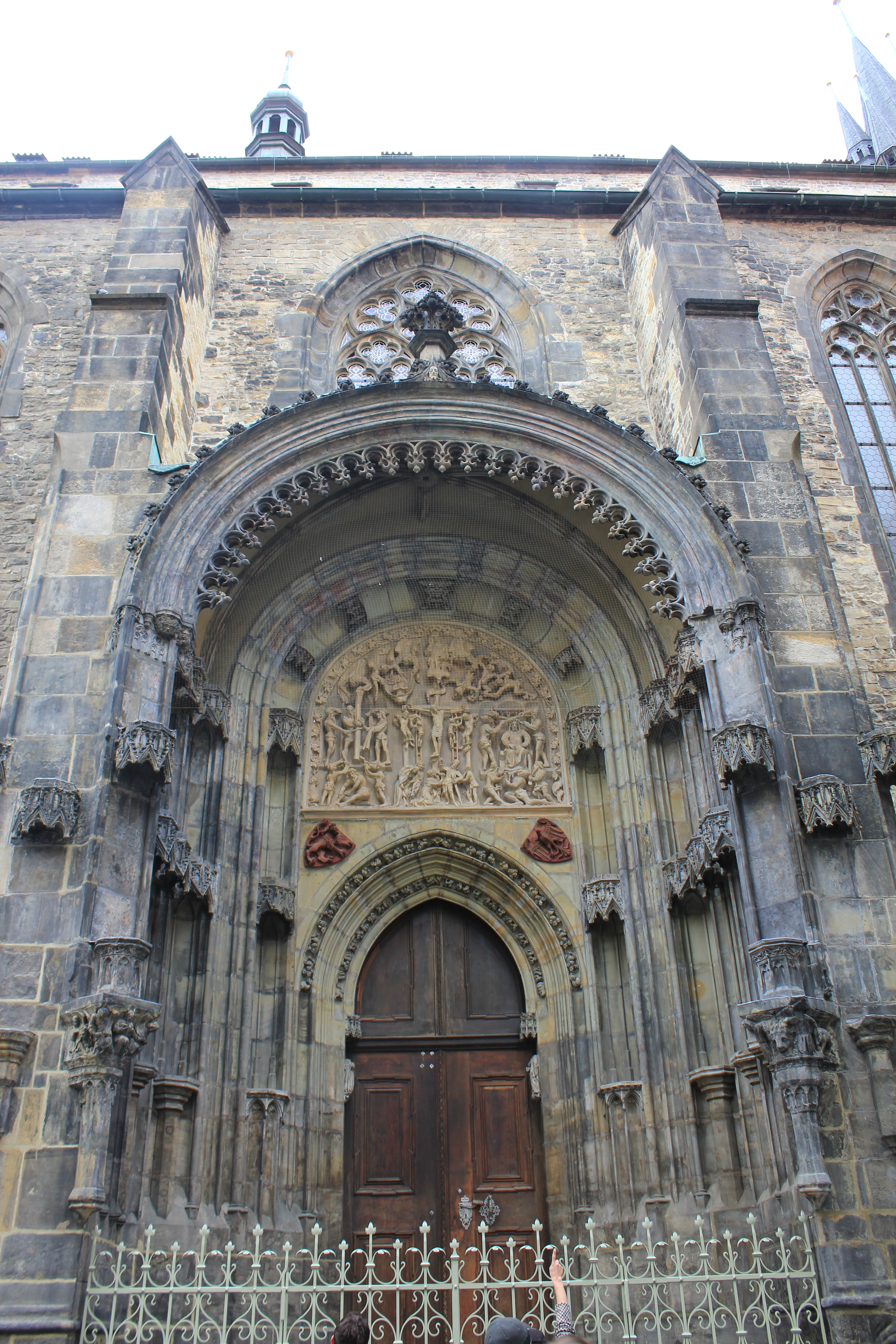
Portal del norte

El portal del oeste hoy en día y también en el pasado se utilizaba como el portal principal durante la marcha litúrgica. El zócalo en el plano está acodado. Los lados están divididos en 8 partes, cambiando el perfil de periforme y de arco. En el arquivolta están los pináculos en forma de columna con las consolas figurales. Las consolas presentan un portreto masculino y femenino- Adán y Eva.
Encima de los portales están situados los blasones del león checo y del águila imperial. Los blasones significan la presencia de los reyes. La parte más importante de las consolas es la parte con los bustos de los reyes. En ella está el rey Carlos IV. y su mujer Blanca de Valois.

#### Exterior
El par de torres posee la forma de octángulo que está decorado en el estilo gótico y un camino de ronda. Entre las torres hay una fila decorada con los pináculos góticos que culminan al gablete de la forma de pirámide, que contiene el relieve barroco de La Virgen con Niño.

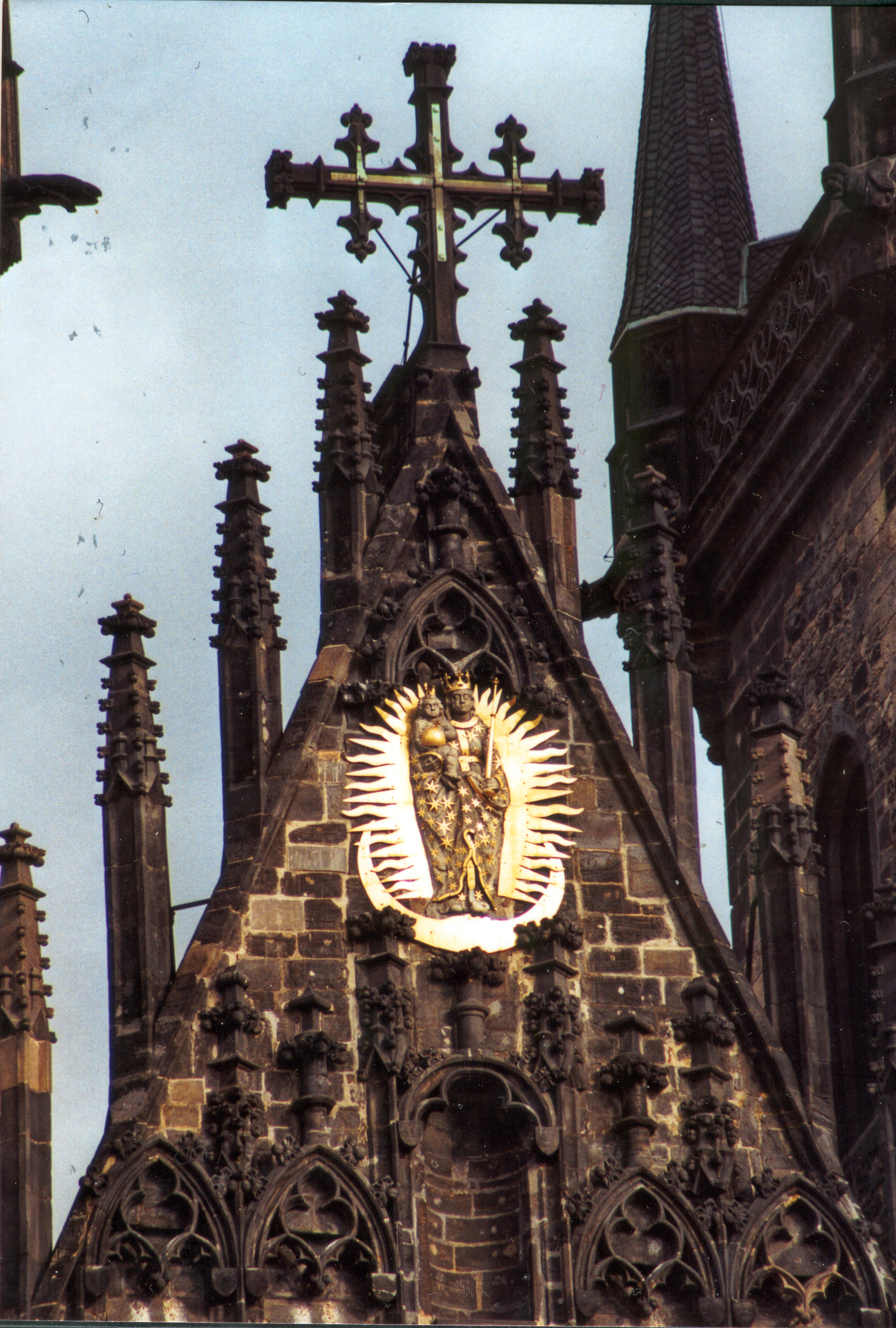
La Virgen con Niño

### Otros objetos de interior
Los objetos que proceden de la Edad Media que todavía se encuentran en el interior de la iglesia son: la pila bautismal del estaño del año 1414 construida por Maestro Wenceslao, además es la más vieja y la más grande en Praga. Tiene la forma de la campana puesta del revés que sujetan los leones; el púlpito de la piedra que procede del siglo 15 y sitúa en la nave principal; el altar del renacimiento y el baldaquino de piedra del año 1493 construido por Matej Rejsek, antes en este sitio había el altar de Santo Lucas. La función del baldaquino al inicio era proteger la tumba de Augustin Luciani de Mirandola.
El altar de Santo Juan el Bautista situado en la nave lateral del sur es de los años 1524-1525. La arquitectura del altar, al que pusieron los relieves, procede del los inicios del siglo 17.
La secunda campana, la más grande en Praga, María , está colgada en la nave del sur y es del año 1553.
Las escaleras y el escudete del año 1847 están decorados con las figuras de los enseñadores católicos dibujados por Jose Hellich y con las tallas de patrones checos hechas por Eduardo Wessely.
De la época del renacimiento y del barroco se conservó la tumba y el epitafio. La tumba del astrónomo Tycho Brahe del año 1601, que está situada en el primer pilar del sur de la nave principal.

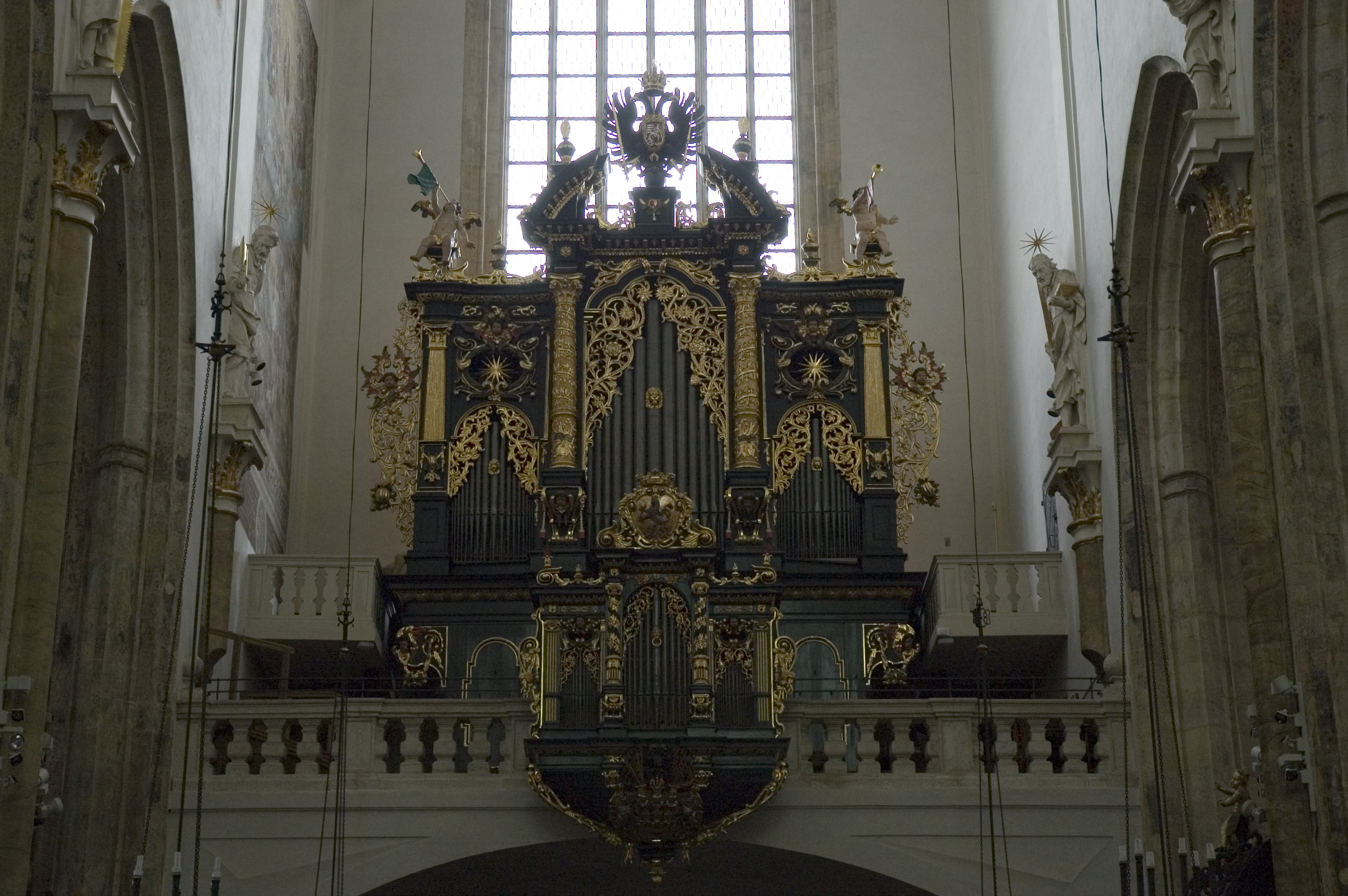
Órgano

El mobiliario barroco con las tallas de manera y el órgano son de los años 1670-1673. El órgano es uno de tres órganos más viejos en Praga.
El altar principal, que es uno de los altares del barroco más apreciables, es del año 1649 y posee el cuadro de Asunción de María pintado por Karel Škréta, que es también el autor de otros cuadros de los altares laterales.
En la iglesia se encuentran también otras obras de los artistas barrocos como Juan Bendla y Ignacio Weisse (plásticas de altar), Juan Heidelberger (la estatua de Santo Francisco de Paula), Juan Heinsche (cuadro de Santo José), Miguel Halbaxe (cuadro de Santo Crispín). Y de la época del rococó: Ignacio Raaba (Juan el Bautista) y Francisco Xaver Palko (Santo Expeditus). En el presbiterium hay unos lienzos renacimientos del pintor italiano Romanino (1484-1564) con el motivo de Visitación de la Virgen María y Presentación de Jesús en el Templo.
Además encontramos otras obras del siglo 19 como las estatuas de San Cirilo y San Metodio de Emanuel Max, las cuales donó Fernando I de Austria a esta iglesia.
En el año 1864 se creó el altar nuevo de Nuestra Señora de los Dolores que sitúa en el final de la nave del sur con el cuadro de Antonio Lhota.

## Literatura
- BARTLOVÁ Milena: Chrám Matky Boží před Týnem v 15. století, in: Marginalia historica, Sborník Katedry dějin a didaktiky dějepisu, Praha 2001, s. 111-136.
- FAJT Jiří / HOMOLKA Jaromír: Gotika v západních Čechách (1230-1530), Praha, 1995.
- HERIAN Jan: Vykopávky starého špitálního kostela Panny Marie před Týnem, in: Památky archeologické, 1890.
- KALINA Pavel: Architektura jako inscenace moci. Pražský týnský kostel v předhusitské době, in: Umění 2/2004.
- KUTAL Albert: České gotické umění, Praha 1972.
- NEUMAN Jaromír/PEŠINA Jaroslav/HOMOLKA Jaromír: Hlavní farní chrám Panny Marie před Týnem na Starém městě. In: české umění gotické 1350-1420, Praha Academia 1970,91-93.
- NOVÝ Rostislav: Chrám Matky Boží před Týnem. Praha 1924.
- PEROUTKOVÁ Jana: Diplomová práce. Praha 2014.
- PEŠINA Jaroslav (ed.): České umění gotické 1350-1420, Praha 1970.
- ZAP Karel Vladislav: Hlavní farní chrám Nanebevzetí Panny Marie před Týnem, Praha 1854.

- Datos: Q1453427
- Multimedia: Church of Our Lady in front of Týn / Q1453427